# Syzygium legatii
Syzygium legatii là một loài thực vật có hoa trong Họ Đào kim nương. Loài này được Burtt Davy & Greenway miêu tả khoa học đầu tiên năm 1926.